# Elaphropus vivax
Elaphropus vivax är en skalbaggsart som beskrevs av Leconte 1848. Elaphropus vivax ingår i släktet Elaphropus och familjen jordlöpare. Inga underarter finns listade i Catalogue of Life.